# Oschatz
Oschatz è una città tedesca situata nel Land della Sassonia sulle rive del fiume Döllnitz.
Appartiene al circondario della Sassonia settentrionale.
Oschatz si fregia del titolo di "Grande città circondariale" (Große Kreisstadt).

## Amministrazione

### Gemellaggi
- Vénissieux, Francia
- Třebíč, Repubblica Ceca
- Blomberg, Renania Settentrionale-Vestfalia, Germania
- Filderstadt, Baden-Württemberg, Germania
- Starogard Gdański, Polonia